# حوض رواسب

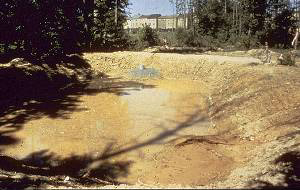
حوض رسوبي.

حوض الرواسب (بالإنجليزية: Sediment basin)‏، هي بركة مؤقتة مبنية على موقع البناء لالتقاط التربة المتآكلة أو المضطربة التي يتم غسلها أثناء العواصف الممطرة، وحماية نوعية المياه من تيارات المجاورة. كما تكون مجال لخزن وحفظ الطمي والحصى والصخور، أو غيرها من الحطام من منطقة منتجة للرواسب.